# Огемо (округ)
Шаблон:StateAbbr_ 44°20′ пн. ш. 84°08′ зх. д. / 44.33° пн. ш. 84.13° зх. д.
Округ  Оґемо (англ. Ogemaw County) — округ (графство) у штаті Мічиган, США. Ідентифікатор округу 26129.

## Історія
Округ утворений 1875 року.

## Демографія
За даними перепису 
2000 року 
загальне населення округу становило 21645 осіб, усе сільське.
Серед мешканців округу чоловіків було 10736, а жінок — 10909. В окрузі було 8842 домогосподарства, 6189 родин, які мешкали в 15404 будинках.
Середній розмір родини становив 2,87.
Віковий розподіл населення поданий у таблиці:
| Стать    | До 15 років | 15-21 | 22-29 | 30-39 | 40-49 | 50-65 | 65-85 | Понад 85 |
| -------- | ----------- | ----- | ----- | ----- | ----- | ----- | ----- | -------- |
| Чоловіки | 2116        | 1010  | 711   | 1299  | 1588  | 2116  | 1767  | 129      |
| Жінки    | 1976        | 875   | 752   | 1359  | 1565  | 2214  | 1925  | 243      |

## Суміжні округи
- Оскода — північ
- Алкона — північний схід
- Айоско — схід
- Аренак — південний схід
- Гледвін — південний захід
- Роскоммон — захід
- Кроуфорд — північний захід

## Виноски
1. ↑  US Decennial Census. US Census Bureau. Процитовано 27 вересня 2014.
2. ↑  Historical Census Browser. University of Virginia Library. Архів оригіналу за 11 серпня 2012. Процитовано 27 вересня 2014.
3. ↑  Population of Counties by Decennial Census: 1900 to 1990. US Census Bureau. Процитовано 27 вересня 2014.
4. ↑  Census 2000 PHC-T-4. Ranking Tables for Counties: 1990 and 2000 (PDF). US Census Bureau. Процитовано 27 вересня 2014.
5. ↑  State & County QuickFacts. U.S. Census Bureau. Архів оригіналу за 6 червня 2011. Процитовано 29 серпня 2013.(англ.) Наведено за англійською вікіпедією.
6. ↑  American FactFinder. Бюро перепису населення США. Архів оригіналу за 26 лютого 2012. Процитовано 31 січня 2008.

| США | Це незавершена стаття з географії США. Ви можете допомогти проєкту, виправивши або дописавши її. |